# Abies flinckii
Espèce
Abies flinckii est une espèce de conifères de la famille des Pinaceae.